# Lågøya
Lågøya, est une île de l'archipel du Svalbard dans l'océan Arctique. Elle a une superficie de 103,5 km² et mesure environ 14 km de long pour 12 de large.

## Histoire
L'île est d'abord mentionné en 1625 comme Purchas plus ultra island sur une carte de la Compagnie de Moscovie. Elle est ensuite tombée dans l'oubli.
En 1707, elle est mentionnée comme t 'Lage AEL par les Néerlandais Cornelis Giles et Outger Rep.
Le nom de Lågøya a été mentionné pour la première fois en 1820 par William Scoresby.
L'île a toujours été inhabitée mais souvent utilisée comme lieu d'hivernage par les trappeurs.
En 1973, l'île est incluse dans la création de la réserve naturelle de Nordaust-Svalbard.